# USS LST-356
O USS LST-356 foi um navio de guerra norte-americano da classe LST que operou durante a Segunda Guerra Mundial.